# Elisabeth Tietmeyer

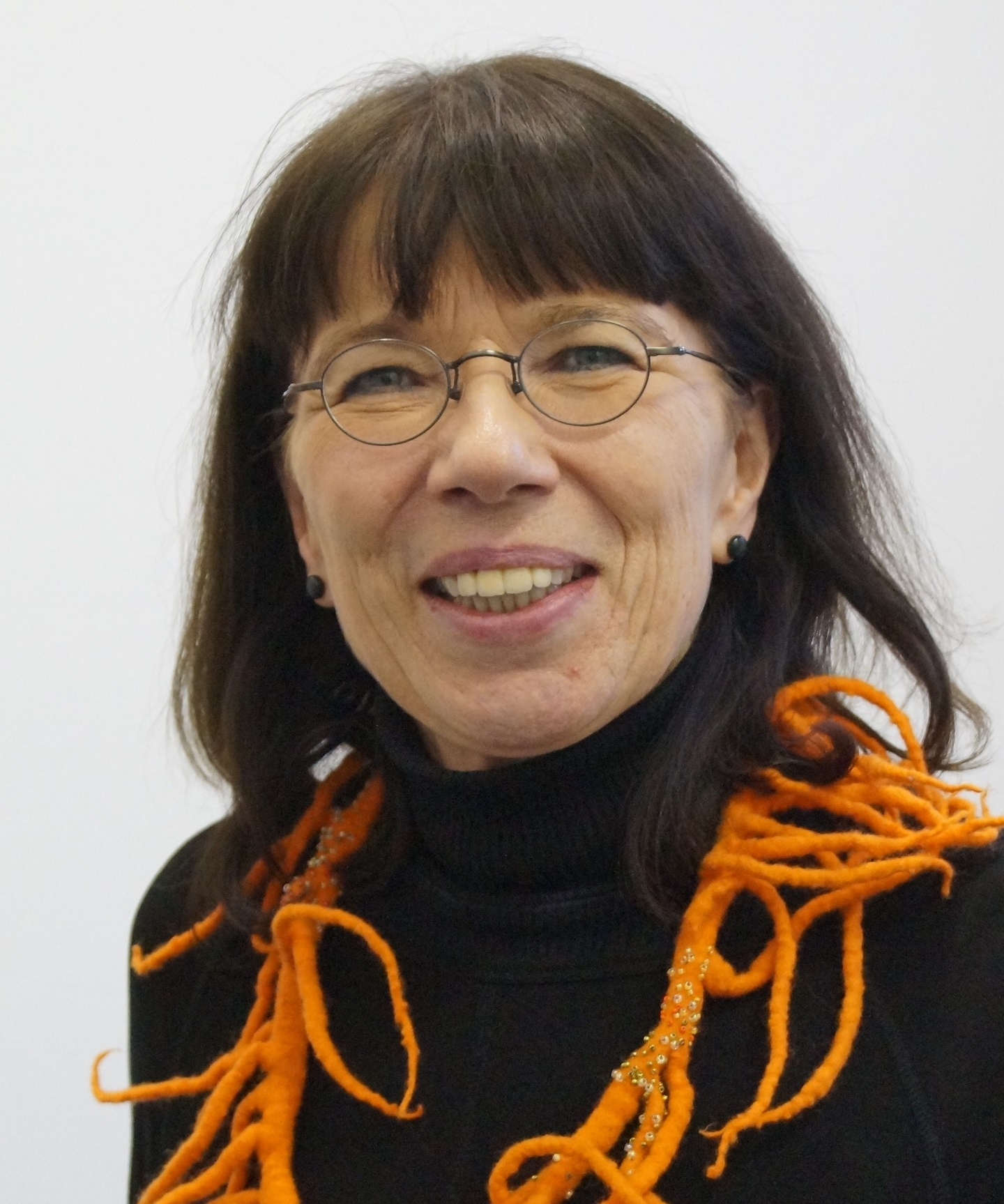
Elisabeth Tietmeyer (2019)

Elisabeth Tietmeyer (* 1960 in Metelen) ist eine deutsche Ethnologin und seit 2013 Direktorin des Museums Europäischer Kulturen in Berlin, das zu den Staatlichen Museen zu Berlin gehört.

## Leben
Tietmeyer studierte von 1979 bis 1985 Ethnologie, Soziologie sowie Europäische Ethnologie an der Westfälischen Wilhelms-Universität in Münster. 1986 veröffentlichte sie ihre Magisterarbeit unter dem Titel Frauen heiraten Frauen: Eine vergleichende Studie zur Gynaegamie in Afrika. In dieser Arbeit beschäftigte Tietmeyer sich mit dem Thema der Gynaegamie (Frauenheiraten). Sie bevorzugte diesen Begriff gegenüber dem Begriff woman-marriage bzw. „Frauen-Heirat“, da Frauen in jeder Art von Ehe – abgesehen von Ehen unter Männern – eine Rolle spielen und der Begriff der Gynaegamie eindeutig bezeichnet, dass eine Frau eine oder mehrere Frauen heiratet. Diese Institution untersuchte sie im Vergleich der fünf afrikanischen Ethnien Lovedu, Ibo, Nuer, Nandi und Gikuyu. Laut Tietmeyers Definition handelt es sich bei der Gynaegamie um eine Ehe, die zwischen einer älteren, nicht (mehr) gebärfähigen Frau mit einer jüngeren Frau, die entweder bereits Kinder hat oder während der Ehe Kinder zeugt, die dann als Nachkommen der älteren Frau gelten. Die ältere Frau muss für die jüngere einen Brautpreis entrichten. Tietmeyer ordnet deshalb die Gynaegamie, die in älterer Literatur eher abgewertet wurde, unter ein allgemeineres Verständnis der Ehe ein, das statt deren heterosexuellen Charakters den Zweck der Familiengründung und Fortsetzung der Linie betont. Die Institution der Gynaegamie existiert deshalb auch nur in patrilinearen Gesellschaften in Abwesenheit eines Sohnes und ist neben der „Geistheirat“ und Adoption eine Möglichkeit, einen männlichen Erben zum Erhalt der familiären Linie zu erhalten. Im Jahr 1990 wurde Tietmeyer bei Rüdiger Schott mit einer vertiefenden Studie über Gynaegamie in Kenia auf Grundlage von Feldforschung promoviert. Der Titel ihrer Dissertation lautete Gynaegamie im Wandel. Die Agíkúyu zwischen Tradition und Anpassung.
Tietmeyer absolvierte ein wissenschaftliches Volontariat beim Westfälischen Museumsamt des Landschaftsverbands Westfalen-Lippe in Münster, bevor sie 1993 die Leitung der Europa-Abteilung des damaligen Museums für Völkerkunde in Berlin übernahm. Ihre dortige Tätigkeit stand bereits im Kontext der angestrebten Zusammenführung der Europa-Sammlung des Völkerkundemuseums mit dem Museum für Volkskunde, das in seiner Ausrichtung auf die deutsche Alltagskultur beschränkt war. 1998 wurde Tietmeyer zur Leiterin der Abteilung Sammlungen und des Fachreferats Europa im Museum für Völkerkunde bestimmt. 1999 wechselte sie an das Museum Europäischer Kulturen, das kurz zuvor aus der Fusion des Museums für Volkskunde mit der europäischen Sammlung des Museums für Völkerkunde hervorgegangen war. Von 2000 bis 2012 war sie stellvertretende Direktorin des Museums Europäischer Kulturen, das von Konrad Vanja geleitet wurde. Sie co-kuratierte unter anderem die Dauerausstellung des Museums mit dem Titel Kulturkontakte – Leben in Europa, die seit Ende 2011 zu sehen ist. 
Im Juli 2012 wurde Tietmeyer vom Stiftungsrat der Stiftung Preußischer Kulturbesitz zur Nachfolgerin Vanjas, der Ende 2012 in den Ruhestand ging, bestimmt. Am 1. Januar 2013 trat sie das Amt der Direktorin des Museums Europäischer Kulturen an. Da das Museum Europäischer Kulturen nach der Schließung des Museums für Asiatische Kunst und des Ethnologischen Museums, die inzwischen ihre Sammlungen im Humboldt Forum im Zentrum Berlins präsentieren, als einzige Institution im Dahlemer Museumskomplex verblieb, bemühte sich Tietmeyer als Direktorin um eine Neupositionierung ihres Hauses. So wurde eine neue Corporate Identity geschaffen, die mit der Verwendung der Farbe Rot und des Akronyms MEK mehr Aufmerksamkeit erregt werden sollte. Zudem treibt sie die Vernetzung mit weiteren Museen und Ausstellungshäusern im Berliner Bezirk Steglitz-Zehlendorf voran.
Neben ihrer Tätigkeit am Museum Europäischer Kulturen war und ist Tietmeyer in verschiedenen Gremien tätig: So gehörte sie von 2013 bis 2022 dem Expertenkomitee Immaterielles Kulturerbe bei der Deutschen UNESCO-Kommission, das sowohl die Aufnahme von Vorschlägen in das Bundesweite Verzeichnis des Immateriellen Kulturerbes als auch Vorschläge für die Repräsentative Liste des immateriellen Kulturerbes der Menschheit, die Liste des dringend erhaltungsbedürftigen immateriellen Kulturerbes und das Register guter Praxisbeispiele bei der UNESCO auswählt, an. Seit 2024 ist sie Mitglied des Nominierungskomitees „Memory of the World“ der Deutschen UNESCO-Kommission. Sie ist zudem seit 1995 Mitglied von ICOM Deutschland, von 2015 bis 2019 gehörte sie dort dem Vorstand an. 2010 war Tietmeyer Gründungsmitglied des ICOM-Komitees COMCOL (International Committee for Collecting), in dem sie bis 2016 als stellvertretende Vorsitzende wirkte. Von 2019 bis 2024 war sie Mitglied im Kuratorium der Stiftung Kulturhistorische Museen Hamburg.

## Schriften (Auswahl)
- Frauen heiraten Frauen: eine vergleichende Studie zur Gynaegamie in Afrika. Renner, Hohenschäftlarn 1985 (= Kulturanthropologische Studien, Band 11).
- Gynaegamie im Wandel: die Agíkúyú zwischen Tradition und Anpassung. Lit, Münster / Hamburg 1991.
- Kiesewetters ethnographische Reisebilder – Der Maler und Ethnograph Wilhelm Kiesewetter (1811–1865). Hrsg.: Bormann-Museum Celle, 2004, ISBN 3-925902-53-8.
- als Mithrsg.: Die Sprache der Dinge: Kulturwissenschaftliche Perspektiven auf die materielle Kultur. Waxmann, 2010, ISBN 978-3-8309-2333-6.
- als Mithrsg.: Kulturkontakte. Leben in Europa. Leipzig, 2011, ISBN 978-3-7338-0382-7.
- als Mithrsg.: Participative Strategies in Collecting the Present. Panama Verlag, Berlin 2013, ISBN 978-3-938714-28-7.
- als Hrsg.: Einsichten in flüchtige Leben. Heidelberg 2017, ISBN 978-3-946653-30-1; ub.uni-heidelberg.de (PDF). Glances into Fugitive Lives. Heidelberg 2017, ISBN 978-3-946653-32-5; ub.uni-heidelberg.de (PDF).
- als Co-Autorin: Museumsethnologie – Eine Einführung: Theorien – Debatten – Praktiken. 1. Auflage. Dietrich Reimer Verlag, Berlin 2019, ISBN 978-3-496-01614-4.